# رشدية (مدينة)
رشدية هي منطقة من توقاد في البحر الأسود، تركيا. تحدها أردو في الشمال والموس في الجنوب ونيكسار وباشيفتليك في الغرب وسيواس في الجنوب الشرقي. وفقًا لبيانات TUIK لعام 2020 يبلغ إجمالي عدد سكانها 43870 نسمة.